# پروتکل حفاظت از محیط زیست جنوبگان
پروتکل حفاظت از محیط زیست جنوبگان که به نام‌های پروتکل محیط زیست جنوبگان یا پروتکل مادرید نیز شناخته می‌شود، بخشی از سیستم پیمان جنوبگان است. این پروتکل امکان حفاظت گسترده از محیط زیست جنوبگان و اکوسیستم‌های وابسته و مرتبط به آن را فراهم می‌کند.
پس از آنکه پیمان تنظیم فعالیت‌های انجام شده برای دستیابی به منابع معدنی جنوبگان توسط تعداد محدودی از کشورها امضا شد ولی هیچ‌کدام، آن را در داخل کشور خود تصویب نکردند پروتکل مادرید جایگزین آن شد.
این پروتکل در مادرید اسپانیا تنظیم، در ۴ اکتبر ۱۹۹۱ (میلادی) به امضا رسید و در ۱۴ ژانویه ۱۹۹۸ (میلادی) به اجرا درآمد. امکان بررسی و تغییر در این پروتکل تا سال ۲۰۴۸ (میلادی) وجود دارد.

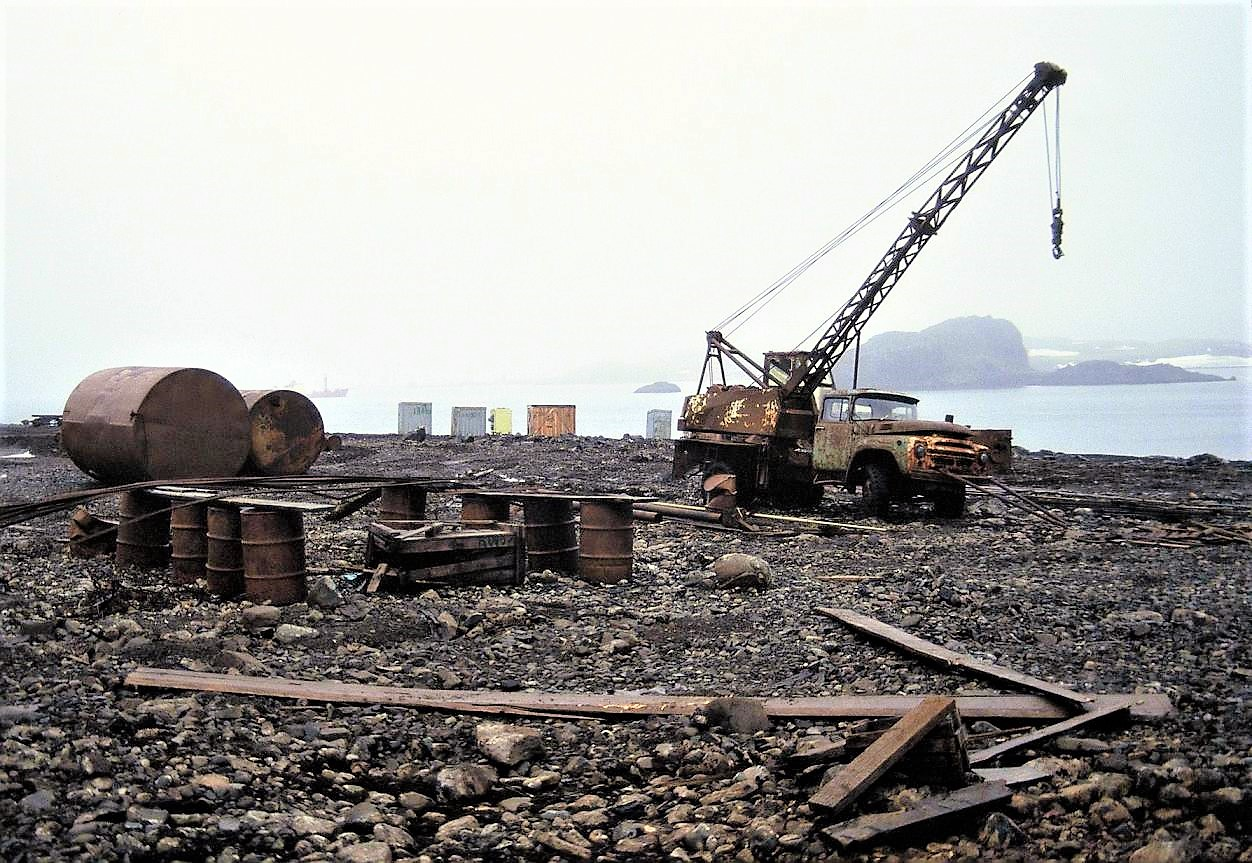
تخلیه زباله با ریختن آن در ساحل دریا در ایستگاه بِلینگزهازِن روسیه در جزیره شاه جورج در ۱۹۹۲ (میلادی). امروزه به دلیل وجود «پروتکل حفاظت از محیط زیست جنوبگان» این کار ممکن نیست.

## مفاد اصلی
- ماده ۳: پروتکل بیان می‌کند که حفاظت از محیط زیست جنوبگان به صورت بیابانی با ارزش‌های زیبایی‌شناختی و علمی، باید پایه اصلی تمام فعالیت‌های انجام شده در جنوبگان باشد.
- ماده ۷: بیان می‌کند که هر گونه فعالیت در رابطه با منابع معدنی با اهداف غیر علمی ممنوع است. این ماده در تضاد با مفاد پیمان مطرود «تنظیم فعالیت‌های انجام شده برای دستیابی به منابع معدنی جنوبگان» است که معدنکاری را به شرط کنترل سازمانی مانند سازمان بستر آب‌های بین‌المللی و پرداخت مالیات مجاز می‌دانست.
- ماده ۸: نیاز به برآورد اثرات زیست‌محیطی حاصل از تمام فعالیت‌های انسانی از جمله گردشگری در جنوبگان را عنوان می‌کند.
- ماده ۱۱: ضرورت تشکیل کمیته حفاظت از محیط زیست جنوبگان را مطرح می‌کند.
- ماده ۱۵: از کشورهای عضو می‌خواهد که در صورت نیاز، آماده کمک‌رسانی فوری باشند.
- ماده‌های ۱۸ تا ۲۰: لزوم برگزاری جلسات برای داوری اختلافات بین‌المللی در مورد جنوبگان را مطرح می‌کند.
- ماده ۲۵ (۵): می‌گوید که امکان لغو ماده ۷ که معدنکاری را منع می‌کند وجود ندارد، مگر اینکه بر اساس مفاد دقیق پیمانی در آینده، یک چارچوب قانونی الزام‌آور، امکان انجام چنین فعالیتی را ممکن کند.

## وضعیت اعضا
تا مه ۲۰۱۳، ۳۴ کشور به عضویت رسمی این پیوند درآمده‌اند که شامل آرژانتین، استرالیا، بلاروس، بلژیک، برزیل، بلغارستان، کانادا، شیلی، چین، جمهوری چک، اکوادور، فنلاند، فرانسه، آلمان، یونان، هند، ایتالیا، ژاپن، کره جنوبی، هلند، نیوزیلند، نروژ، پرو، لهستان، رومانی، روسیه، آفریقای جنوبی، اسپانیا، سوئد، اوکراین، بریتانیا، آمریکا و اروگوئه می‌شوند.
۱۱ کشور از جمله اتریش، کلمبیا، کوبا، دانمارک، گواتمالا، مجارستان، کره شمالی، پاپوآ گینه نو، اسلواکی، سوئیس و ترکیه این پیمان را امضا کرده ولی در داخل کشور خود تصویب نکرده‌اند.

## کمپین
این پروتکل توسط سازمان مردم‌نهاد صلح سبز پیگیری می‌شود. از جمله فعالیت‌های این بنیاد در جنوبگان، ساخت پایگاه پارک جهانی از ۱۹۸۷ تا ۱۹۹۱ است. صلح سبز تصویب این پروتکل را یک پیروزی می‌داند.